# Voto disgiunto

Esempio di applicazione del voto disgiunto su una scheda elettorale

Il voto disgiunto è il meccanismo attraverso il quale l'elettore può esprimere, nella medesima scheda elettorale, un voto per una data lista e, contestualmente, per un candidato ad essa non collegato. Tale meccanismo è concepibile nei sistemi contrassegnati da un'elezione di lista e da una simultanea elezione diretta di un singolo candidato.
Alcuni sistemi elettorali prevedono che l'elettore esprima i due voti su due schede diverse (ad esempio la legge elettorale in vigore in Italia per la Camera dei deputati dal 1993 al 2005 prevedeva una scheda per il candidato nel collegio maggioritario uninominale e una per la quota proporzionale).

## Nel mondo

### Italia
In Italia il voto disgiunto è ammesso da alcuni sistemi elettorali regionali e dalla normativa statale relativa all'elezione diretta del sindaco e del consiglio comunale, limitatamente ai Comuni superiori ai 15 000 abitanti.
Ogni lista elettorale presenta un proprio candidato alla presidenza della Regione (più liste possono condividere lo stesso candidato) o alla carica di sindaco. L'elettore può esprimere due voti sulla stessa scheda: uno per una lista (al quale può aggiungere un voto di preferenza) e uno per un candidato presidente o sindaco, che può anche far capo a una lista diversa. Qualora l'elettore non esprima un voto disgiunto, la preferenza a favore di una lista si trasmette anche al candidato ad essa collegato.
In sostanza - nei Comuni con più di 15 000 abitanti - si dà all'elettore la possibilità di scegliere un candidato sindaco (tracciando un segno sul rettangolo del suo nome) ma anche contemporaneamente una lista che al candidato non è collegata (si deve tracciare un altro segno sul relativo contrassegno). Il voto così espresso viene attribuito sia al candidato alla carica di sindaco sia alla lista non collegata prescelta.
In questo modo appunto i voti vanno da una parte (alla lista ed al consigliere) e contemporaneamente anche al sindaco antagonista.